# Johan Henrik Kreüger
Johan Henrik Kreüger, född 1782 i Lovisa i Finland, död 24 januari 1858 i Stockholm, var en svensk amiral (1857) och medlem av släkten Kreuger.

## Biografi

### Karriär inom flottan
Vid tio års ålder skrevs han in som sergeant vid Sveaborgs eskader av arméns flotta. 1799 blev han flaggjunkare och utnämndes efter officersexamen och examen i skeppsbyggerivetenskap till fänrik 1801 och tjänstgjorde som sådan någon tid till lands och sjöss. Sedan han utnämnts till underlöjtnant, fick han permission för att under sex år leda handelsfartyg på Medelhavet. Han befordrades 1812 till kapten och fick 1813 befälet över sex kanonslupar, som utgick från Karlskrona och deltog i Stettins belägring. Kort därefter upprättade han ett pontonjärkompani, med vilket han åtföljde svenska armén till Holstein och Brabant och tjänstgjorde samtidigt som adjutant vid kronprinsens generaladjutantsexpedition för flottorna. 1814 blev han major och fick uppdraget att som embarkeringschef ombesörja överförandet av de svenska trupperna från Tyskland till Sverige och Norge. Då han senare, 1815–16, som befälhavare på handelsfartyg företog resor till Brasilien, lyckades han utverka nedsättning av tullavgifterna för svenska varor.

### Heraldiskt vapen
Johan Henrik Kreuger använde 1813 ett heraldiskt vapen som skall liknat det vapen som använts av släktingar i Svenska Pommern, varifrån den svenska släkten Kreuger immigrerat under 1700-talet. Detta vapen bekräftades 1822 när han av kung Fredrik Vilhelm III av Preussen, erhöll orden Pour le Mérite. Vapnet registrerades 1982 i Skandinavisk vapenrulla med följande blasonering:
Sköld: I blått en hjärtsköld av guld med tre blå krus ordnade ett över två. Blått hjälmtäcke fodrat med guld. Hjälmprydnad: En svensk örlogsflagga framför en på spetsen stående officersvärja och ett ankare av guld.

### Förhandlingar med sultanen i Marocko
När konsulatsekreteraren Jacob Gråberg af Hemsö, som arbetade för den svenske generalkonsuln i Tanger, Marocko, fallit i onåd hos sultanen Mulay Soliman och blivit utvisad ur landet, skickades Kreüger 1822 som ledare för en liten eskader till Marocko. I Medelhavet bedrevs vid den tiden sjöröveri och sultanen krävde en årlig avgift av de länder som ville få ett skydd mot sjöröveri. Tvisten gällde att Sverige inte hade betalt avgiften för år 1821 på 20 000 piaster. Kreügers förhandlingar med sultanen lyckades över förväntan och inför hans avresa från Marocko mottog han ett brev från sultanen, där denne bland annat skrev: "De tjugu tusen piaster, ni bort lämna för innevarande år, dem kvittera vi och utstryka härmedelst ur räkenskaperna, för ditt ansiktes skull och den möda, du gjort dig att komma hit". Men förutom denna eftergift av sultanen fick Kreüger också som en personlig present 20 000 piaster som han dock överlämnade till konvojkommissariatet. Om detta var en kompensation för tidigare erlagda årsavgifter och vad Kreuger erbjudit sultanen för att nå denna förhandlingsframgång finns det inga uppgifter om. Som ett resultat av Kreügers insatser återgick Jacob Gråberg till Marocko och utsågs därefter till svensk konsul i Tanger och generalkonsul i Tripolis under åren 1822–1828.

### Utnämning till amiral
1824 utnämndes han till kommendörkapten. 1825 invaldes han som ledamot i Förvaltningen av Sjöärendena och 1841 blev han chef för detta ämbetsverk samt konteramiral, 1850 blev han vice amiral och slutligen 1857 amiral.

### Författaren, uppfinnaren och vetenskapsmannen

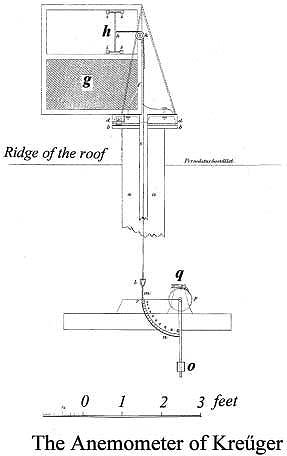
Anemometer (vindhastighetsmätare) konstruerad av Johan Henrik Kreuger omkring 1850. Funktionsskiss av Axel Erdmann, 1855.

Han var även författare och uppfinnare. På lediga stunder sysselsatte sig Kreüger med vetenskapliga forskningar och författande av olika skrifter inom sjöfarten. Johan Henrik Kreüger var den som framförde förslaget att inrätta en reparationsdocka för fartyg på Beckholmen i Stockholm. 1848 utförde han lyckade prov med undervattensminor med elektrisk tändning som han hade uppfunnit. Vid världsutställningarna i London (1851) och i Paris (1855) tilldelades han medalj för en vindmätare som han uppfunnit. Vindmätaren byggde inte på principen, som senare tiders konstruktioner, att överföra en roterande rörelse på en axel till en vindskala, utan på tryckkraften på en vindplatta till en vindskala. 1859 (efter hans död) fanns hans vindmätare uppsatt på elva av Sveriges fyrar. Vindmätaren placerades normalt på taket till fyrvaktarbostället med mätdelen ovanför taknocken (ref. figur "Ridge of roof") och vindskalan enkelt avläsbar inne i huset. Hans vindmätare kom senare att ersättas av andra konstruktioner, men hans tillförlitliga vindmätare kom att användas i mer än 30 år i ett mycket tidigt nätverk av observationsplatser.
Två gånger avslog han erbjudandet om att bli adlad för sina mångåriga insatser inom flottan. Johan Henrik utgav också en rad skrifter, bland annat skrifterna:
- Om ångmaschiner och deras användande, hufvudsakligen till sjöss (1833), digitaliserad av Google
- Kort framställning af svenska skärgårdsflottans bedrifter (1845).
- Sveriges förhållanden till barbareskstaterna i Afrika (1856), digitaliserad av Google
- Olika uppsatser i Kungliga krigsvetenskapsakademiens tidskrift och i "Tidskrift i sjöväsendet". Han var vidare ledamot av Krigsvetenskapsakademien (1817), ledamot av Örlogsmannasällskapet (1838) och ledamot av Kungliga Vetenskapsakademien (1857).

I krigsvetenskapsakademien höll han 1841 ett anförande inom, det för den tiden nya ämnet meteorologi, med titeln "Om Luften, dess rörelse eller Vindarne, samt om orsakerna dertill". Han uppskattade "atmosfärens" höjd till 8.5 svenska mil över havsytan och kände till att luften bestod av 21 delar syrgas och 79 delar kvävgas. Han var även väl förtrogen med de stora vindsystemen, passaderna, monsunerna, de östra subtropiska havens stiltje och västvindbältena med deras varierande vindar.

## Familj
Johan Henrik Kreügers föräldrar var tullförvaltaren Johan Fredrik Kreuger (1753–1823) och hans första hustru Anna Sara Cederhvarf (1760–1799), som flyttade från Kalmar till Borgå i Finland.
Johan Henrik Kreüger gifte sig 1817 med Eufrosyne (eller Euphrosyne) Tenger (1793–1868). De fick följande barn:
- Johan Christian Kreüger (1818–1902), ämbetsman.
- Carl Henrik Kreüger (1822–1898), konteramiral; gift 1:o med Hedvig Beata Matilda Retzius (1833–1867), 2:a gången med Ingeborg Catharina Erika Sparre (1837–1910)
- Oscar Fredrik Kreüger (1824–1907), kommendörkapten; gift med Marie Louise Albertine Philomène de Gendre (1841–?)
- Claes Kreüger (1826–1891), generalmajor; gift 1:o med Ida Blenda Nordenfalk (1838–1865), 2:a gången med Bertha Isabella Koch (1845–1939)
- Teresia Josephina (kallad Thérèse) Kreüger (1828–?; levde ännu ogift 1913)